# Ingoldingen
Ingoldingen település Németországban, azon belül Baden-Württembergben. Lakosainak száma 3214 fő (2023. december 31.). Ingoldingen Bad Waldsee és Biberach an der Riß községekkel határos.

## Népesség
A település népessége az elmúlt években az alábbi módon változott:
| Lakosok száma | 2088 | 2926 | 2969 | 3116 | 3162 | 3214 |
|               | 1975 | 2017 | 2019 | 2021 | 2022 | 2023 |